# Cattenom
Cattenom – miejscowość i gmina we Francji, w regionie Grand Est, w departamencie Mozela.
Według danych na rok 1990 gminę zamieszkiwało 2190 osób, a gęstość zaludnienia wynosiła 86 osób/km² (wśród 2335 gmin Lotaryngii Cattenom plasuje się na 193. miejscu pod względem liczby ludności, natomiast pod względem powierzchni na miejscu 94.).